# The City Slicker
The City Slicker er en amerikansk stumfilm fra 1918 af Gilbert Pratt.

## Medvirkende
- Harold Lloyd som Harold
- Snub Pollard
- Bebe Daniels
- Helen Gilmore
- William Blaisdell